# Valdis Dombrovskis
Valdis Dombrovskis (n. 5 august 1971, Riga, Republica Sovietică Socialistă Letonă, URSS) este un om politic leton, prim-ministru al Letoniei între anii 2009-2014. Între anii 2014-2019 a fost comisar european în Comisia Juncker. Din 2019 este unul din cei trei vicepreședinți ai Comisiei von der Leyen. 

## Cariera politică
Dombrovskis a fost ministru de finanțe al Letoniei între 2002 și 2004. În perioada 2004-2009 a fost membru al Parlamentului European din partea Letoniei.